# Вулька-Дворська
Вулька-Дворська (пол. Wólka Dworska) — село в Польщі, у гміні Ґура-Кальварія Пясечинського повіту Мазовецького воєводства.
Населення — 254 особи (2011).
У 1975-1998 роках село належало до Варшавського воєводства.

## Демографія
Демографічна структура станом на 31 березня 2011 року:
|          | Загалом | Допрацездатний вік | Працездатний вік | Постпрацездатний вік |
| -------- | ------- | ------------------ | ---------------- | -------------------- |
| Чоловіки | 127     | 20                 | 95               | 12                   |
| Жінки    | 127     | 26                 | 76               | 25                   |
| Разом    | 254     | 46                 | 171              | 37                   |